# Scotoleon pallidus
Scotoleon pallidus är en insektsart som först beskrevs av Banks 1899.  Scotoleon pallidus ingår i släktet Scotoleon och familjen myrlejonsländor. Inga underarter finns listade i Catalogue of Life.